# Olympe (Sänger)
Olympe (* 13. August 1989 in Amiens; eigentlicher Name Joffrey Boulanger) ist ein französischer Popsänger, der durch die Castingshow The Voice bekannt geworden ist.

## Biografie
Joffrey Boulanger bewarb sich 2013 unter dem Künstlernamen Olympe für die zweite Staffel von The Voice - la plus belle voix. Bereits mit seinem ersten Auftritt in den Auditions mit dem Lied Born to Die (im Original von Lana Del Rey) erregte er Aufsehen. Seine Interpretation kam auf Platz 9 der französischen Charts und hielt sich über das Ende des Wettbewerbs hinaus in den Top 200. Danach ging er als Favorit durch Battle und Liveshows, unterlag dann aber im Finale knapp Yoann Fréget, der 0,2 % mehr an Zuschauerstimmen bekam.
Trotzdem war er der einzige der vier Finalisten, der seinen Erfolg anschließend auch umsetzen konnte. Anfang August 2013 erschien das Album Olympe mit Neuaufnahmen der Lieder aus dem Wettbewerb. Es stieg auf Platz 2 der Charts ein und erreichte auf Anhieb Gold-Status. Bereits drei Monate später veröffentlichte er mit C'est facile eine neue Single im Vorgriff auf ein weiteres Album mit eigenen Songs.

## Diskografie
Alben
- Olympe (2013)
- Une vie par jour (2014)

Lieder
- Coverversionen aus The Voice vom 2. Februar bis 18. Mai 2013
  - Born to Die
  - Hometown Glory (Battle, mit Gérôme Gallo)
  - Zombie
  - Désenchantée
  - Frozen
  - Non, je ne regrette rien
  - Si maman si
  - Casser la voix
  - All By Myself
  - I Will Always Love You

- C'est facile (2013)